# Coryanthes wenzeliana
Coryanthes wenzeliana är en orkidéart som beskrevs av Günter Gerlach och J.B.F.Silva. Coryanthes wenzeliana ingår i släktet Coryanthes, och familjen orkidéer. Inga underarter finns listade i Catalogue of Life.